# Flor Matizada
Grêmio Recreativo Folclórico Ciranda Flor Matizada ou simplesmente Flor Matizada é uma agremiação cultural da cidade de Manacapuru, Amazonas, que participa do Festival de Cirandas de Manacapuru.

## História
O berço da Flor Matizada é a Escola Nossa Senhora de Nazaré, no Centro da cidade de Manacapuru e seu nome é o próprio significado do nome da cidade, este originado da língua nativa nheengatu onde Manacá significa Flor e Puru significa matizada. Fundada em 1980, a Flor Matizada é a mais antiga das agremiações participantes do festival. Sua torcida organizada é a Família Matizada, ou FAMA.

### Alguns temas
Seu tema em 2006 foi "Hévea Brasiliensis: Um Conto Amazônico". No ano de 2009, apresentou o enredo "Da infância à melhor idade, a Flor Matizada celebra a humanidade", desenvolvido por Gaspar Duarte.